# Pterotricha varia
Pterotricha varia är en spindelart som först beskrevs av Tucker 1923.  Pterotricha varia ingår i släktet Pterotricha och familjen plattbuksspindlar. Inga underarter finns listade i Catalogue of Life.